# Ampelosaurus
Az Ampelosaurus (nevének jelentése 'szőlő gyík') a titanosaurus sauropoda dinoszauruszok egyik neme, amely a késő kréta korban élt a mai Európában. A legtöbb sauropodához hasonlóan hosszú nyakkal és farokkal rendelkezett, de a hátán bőrcsontokból (osteodermákból) álló páncélzatot viselt. A hossza az orrától a farkáig elérte a 15 métert. Miután felkeltette a média figyelmét, az Ampelosaurus az egyik legismertebb Franciaországból származó dinoszaurusszá vált.

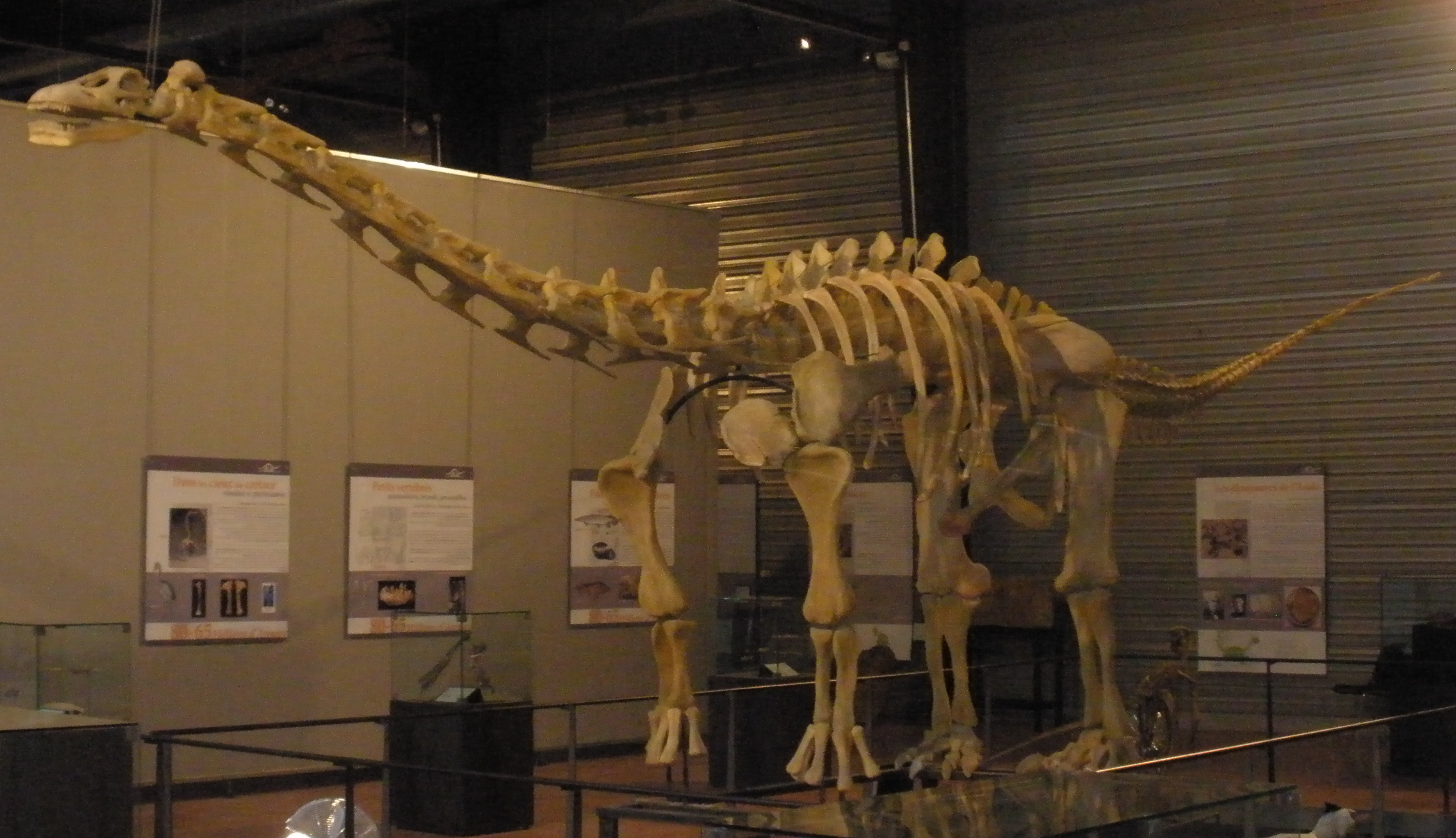
Az Ampelosaurus csontvázának rekonstrukciója

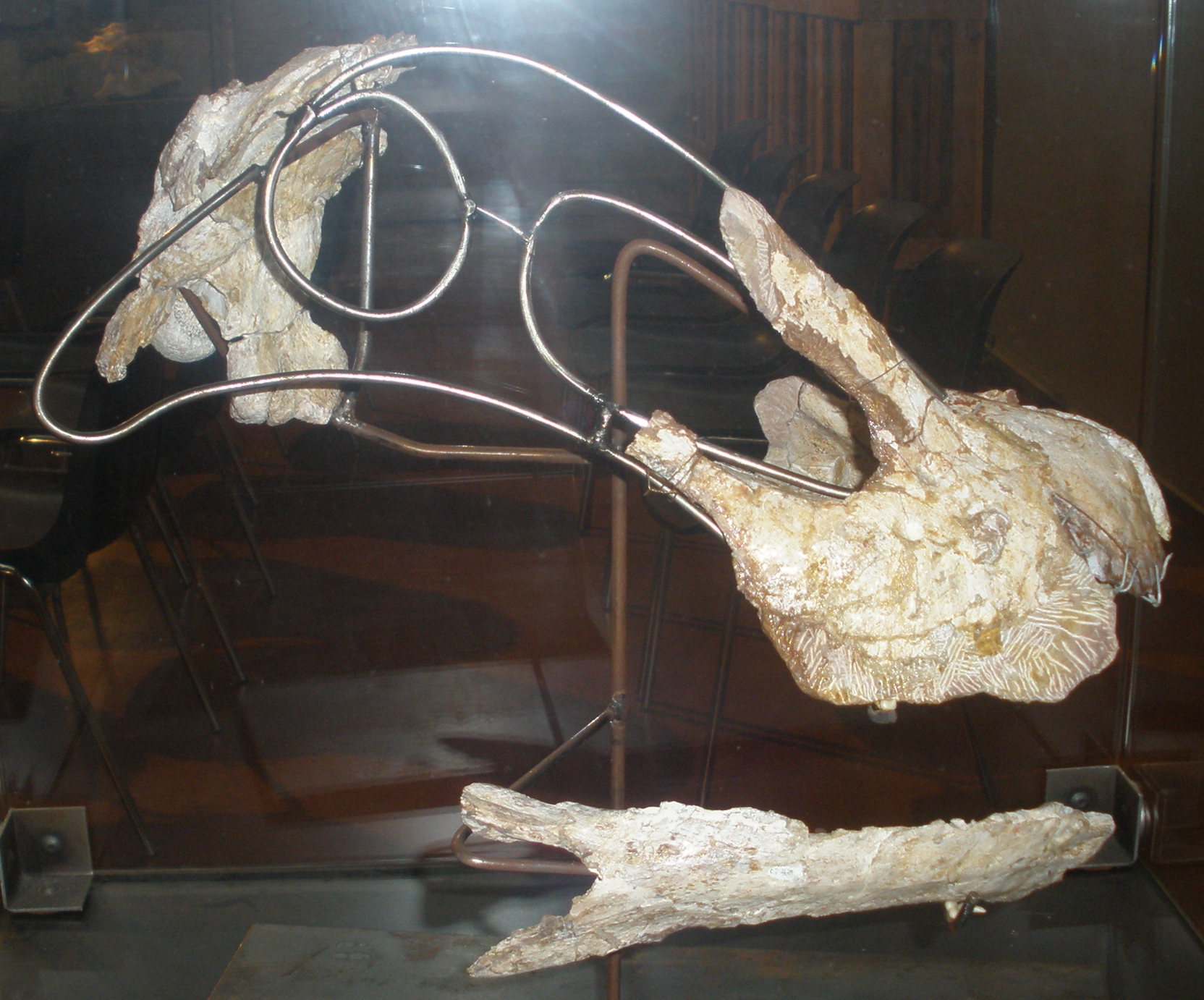
Koponya

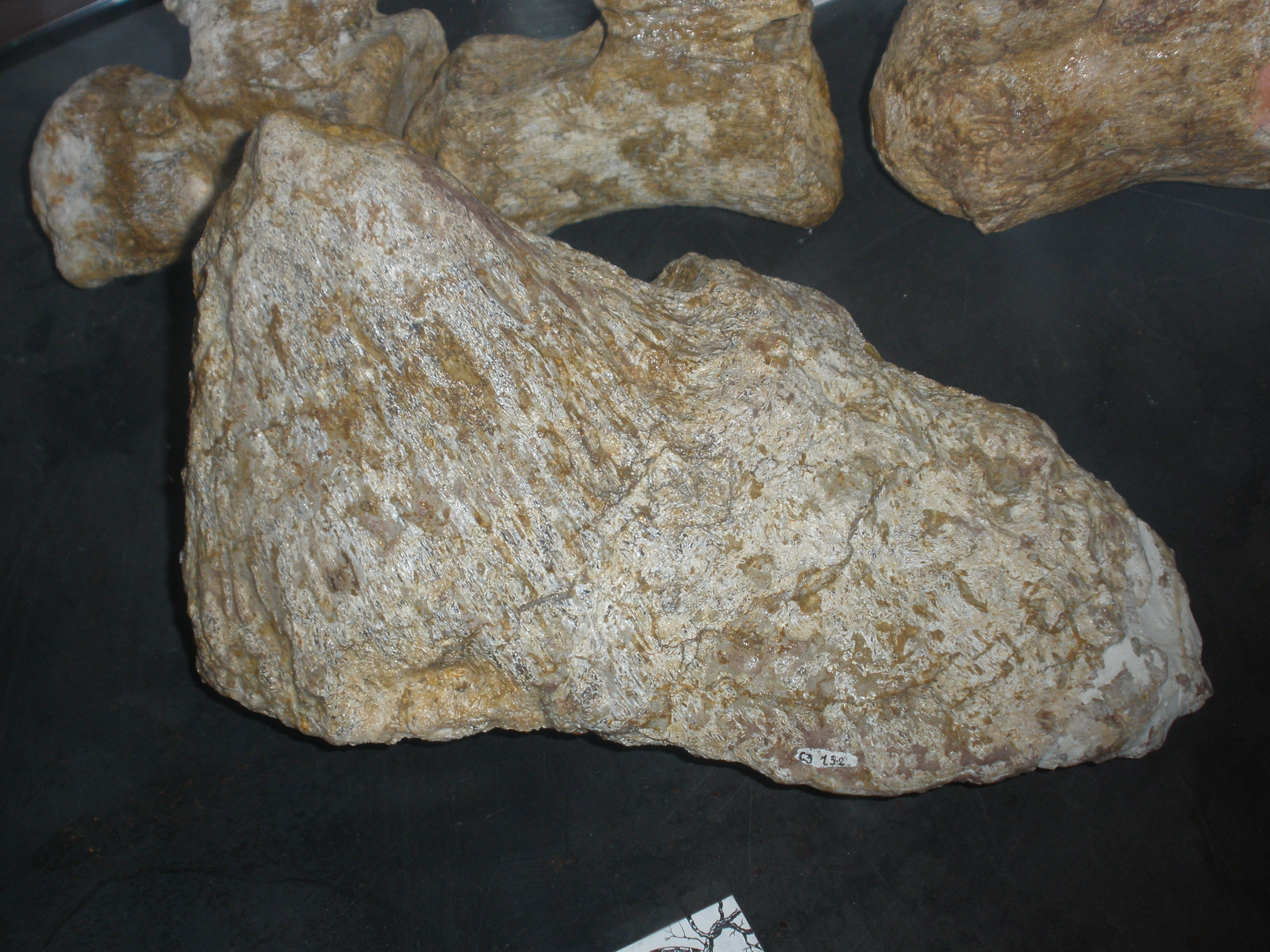
Bőrcsont

Elsőként a francia őslénykutató Jean Le Loeuff készített róla leírást 1995-ben. A nem neve az ógörög αμπελος / ampelosz ('szőlő') és szaürosz ('gyík') szavak összetételéből származik, mivel az első fosszilis maradványokat a dél-franciaországi Blanquette de Limoux szőlőskertje közelében fedezték fel. Egyetlen ismert faja az A. atacis, melynek neve a közeli Aude folyó latin nevéből (Atax) ered.
Az Ampelosaurust a dél-franciaországi Aude megyei Campagne-sur-Aude önkormányzat közelében találták meg. Lelőhelye a Marnes Rouges Inférieures-formáció alsó rétegeiben található, melyek a késő kréta kori kora maastrichti alkorszakban, mintegy 74–70 millió évvel ezelőtt keletkeztek. Ezek az üledékek egy ősi, több folyó által is elárasztott ártérhez tartoznak.
Az első maradványok egy 1989-ben felfedezett csontmederből származnak, amelyből több borda, hát-, illetve farokcsigolya és lábcsont került elő, koponyamaradványokra azonban, egy fogat leszámítva nem találtak rá. A csontmederben négy különböző méretű és formájú bőrcsontra is rábukkantak. Ez a leletanyag több különböző példányhoz tartozik. 1989 óta több maradvány is előkerült ugyanerről a franciaországi területről, köztük egy aránylag teljes csontváz a koponya és az állkapocs darabjaival.
A farokcsigolyák jellegzetességei és a bőrcsontok jelenléte azt jelzi, hogy az Ampelosaurus az Alamosaurust és a Saltasaurust is magába foglaló Lithostrotia, a titanosaurusok fejlett csoportjának tagja. Erre azonban nincs meggyőző bizonyíték, ugyanis az Ampelosauruson nem végeztek kladisztikus elemzést.
Az Ampelosaurus teljes csontváza a Dinosauria Múzeumban tekinthető meg, amely dinoszauruszokra specializálódott, és azon a területen található, ahol a maradványokat megtalálták.

## Biogeográfia
Az Ampelosaurus a legjobban ismert európai sauropoda. Lehetséges, hogy az ismert maradványai mellett több különálló csont és egyéb töredék is ehhez a nemhez tartozik. Bár a legtöbb titanosaurusra az egykori Gondwana részét képező déli kontinenseken találtak rá, több fejlett faj, például az észak-amerikai Alamosaurus és az ázsiai Opisthocoelicaudia az északi félgömb maastrichti korszakbeli üledékeiből származik, ami azt jelzi, hogy legalább időszakos kapcsolatnak kellett lennie az északi és déli kontinensek között. Ezt látszik igazolni az abelisauridákhoz hasonló késő kréta kori, egyébként csak a déli kontinensekről ismert Tarascosaurus európai felfedezése is.

## Fordítás
Ez a szócikk részben vagy egészben az Ampelosaurus című angol Wikipédia-szócikk ezen változatának fordításán alapul.  Az eredeti cikk szerkesztőit annak laptörténete sorolja fel. Ez a jelzés csupán a megfogalmazás eredetét és a szerzői jogokat jelzi, nem szolgál a cikkben szereplő információk forrásmegjelöléseként.